# Коса (Кировская область)
Коса — село в Зуевском районе Кировской области, входит в состав Соколовского сельского поселения.

## География
Село расположено на берегу реки Коса в 7 км на север от центра поселения посёлка Соколовка и в 14 км на юго-восток от райцентра Зуевки. 

## История
Основание села относится к 1643 году патриархом Иосифом при царе Михаиле Федоровиче. В ту же зиму 1643 года на склоне холма у речки Косы старостой Похомом Кощеевым была срублена церковь и дома попу и дьячку. В переписи 1763 года говорилось, что в селе Коса проживает 35 мужских ревизских душ. 
В конце XIX село Косинское являлось центром Косинской волости Слободского уезда. До революции село называли купеческим, в нем было много двухэтажных домов, народный клуб, две церкви: Спасская, каменная (построена в 1882 – 1891 годах) и кладбищенская Троицкая церковь, каменная (построена в 1830 г.). В селе имелась смешанная церковно-приходская школа (открыта в 1868 году), а в 0,5 версте от села в поле — двухклассная министерская школа, также были отделение товарищества местного кредита, почтовое отделение. В 1876 году открыта земская кустовая больница для обслуживания населения пяти волостей. В 1898 году построено двухэтажное здание больницы, а в 1900 году открыта аптека, для которой в 1904 году было построено специальное здание. В 1901 году в больнице была установлена должность второго врача-женщины.
В годы Советской Власти обе церкви в селе были разрушены.
В 1926 году в селе числилось 136 хозяйств, село являлось центром Косинского сельсовета Косинской волости Слободского уезда, с 1929 года — в Зуевском районе. С 1978 года — в составе Соколовского сельсовета.

## Население
| 1710 | 1763 | 1873 | 1891 | 1905 | 1926 | 1950 |
| ---- | ---- | ---- | ---- | ---- | ---- | ---- |
| 25   | ↗60  | ↗117 | ↘104 | ↘96  | ↗305 | ↗386 |
| 1989 | 2002 | 2010 |      |      |      |      |
| ↗443 | ↘367 | ↘340 |      |      |      |      |

## Инфраструктура
В селе имеется дом культуры, начальная общеобразовательная школа — филиал СООШ п. Соколовка, геронтологическое отделение Зуевского центра социальной помощи.